# اندیس خاک صنعتی (حسین زارع مهرآبادی)
خاک صنعتی (حسین زارع مهرآبادی) یک اندیس غیرفلزی است که در حوالی شهر ده بید استان فارس قرار دارد و مادهٔ معدنی موجود در آن، خاک صنعتی است.سنگ میزبان این اندیس آهک است و دیرینگی آن به دوران تاربور می‌رسد. در این اندیس، پاراژنز‌های Fe۲O۳,MgO,Na۲O,K۲O یافت می‌شوند.